# ProLine (entreprise)
Pour les articles homonymes, voir Proline (homonymie).

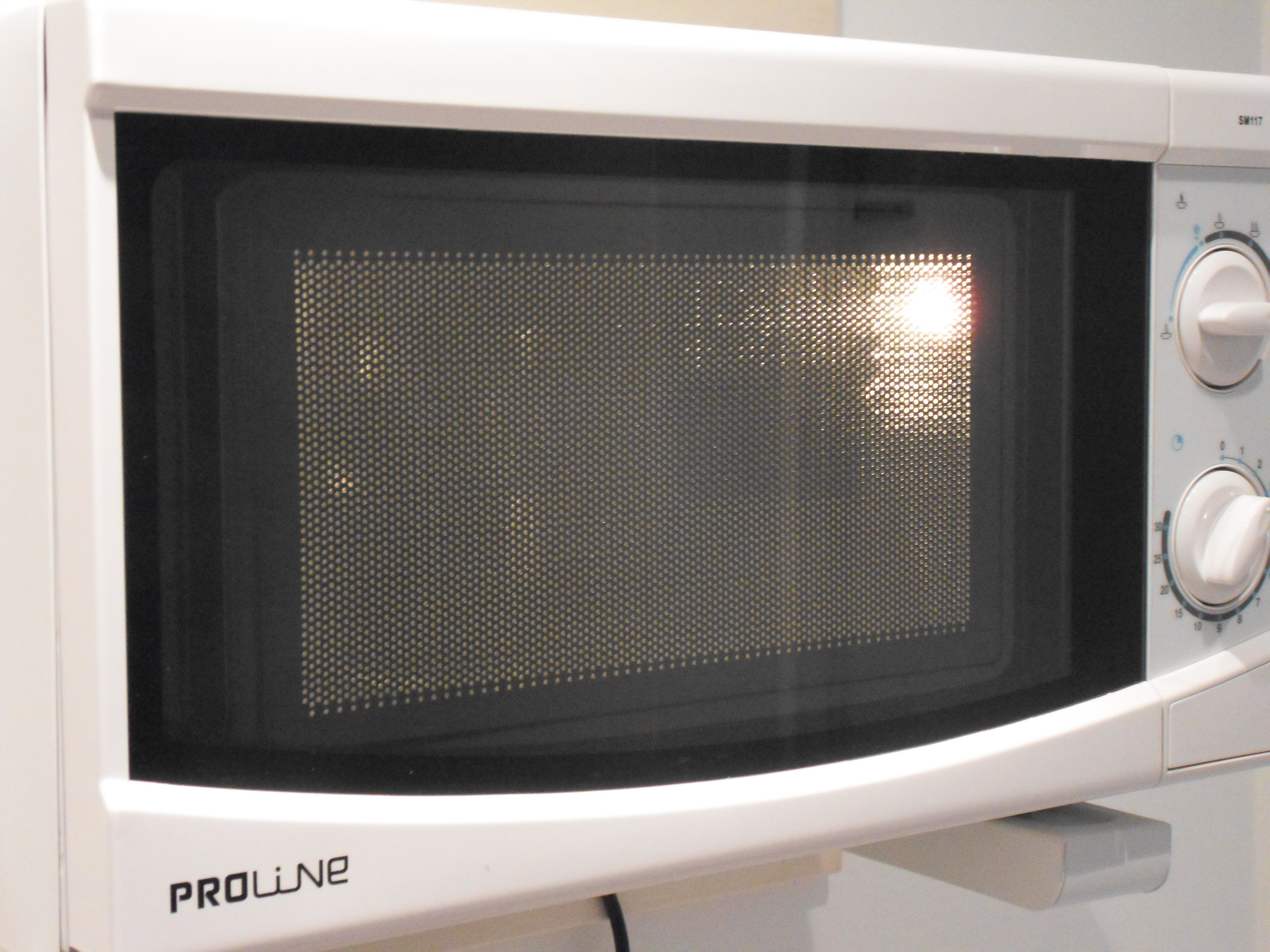
Un four à micro-ondes ProLine en fonctionnement.

ProLine est une marque de distributeur de produits électroniques fabriqués par Darty plc pour BCC aux Pays-Bas et en Chine pour certains produits], pour Darty en France et pour Vandenborre en Belgique.

## Voir également
- Matsui